# عثمان هادي آل مقبول العمري
عثمان هادي آل مقبول العمري هو مواطن سعودي يشتبه مسؤولو الأمن السعوديون في صلاته بالإرهاب،  وكان واحد من 26 مشتبهاً وضع على قائمة السعودية لأكثر الإرهابيين المشتبه بهم المطلوبين في ديسمبر 2003، قام بتسليم نفسه في 28 يونيو 2004 بعد أن عرض الملك عفواُ جزئياُ.
وصفه برايان ويتاكر من صحيفة الجارديان بأنه أول استسلام مهم رداً على العفو،  ويتوقع ويتاكر بأن العمري قد يكون قد لعب «دور لوجستي» وليس دورًا نشطًا في التشدد.
يضمن العفو الجزئي عدم إعدامه إذا تمت محاكمته وتمت إدانته فعلاً،  ووفقا لصحيفة البوابة لعب سفر الحوالي دور الوسيط في التفاوض على استسلام العمري،  وقال الحوالي إنه يتوقع من وزير الداخلية السعودي محمد بن نايف أن يدعو العمري لمقابلته، وعندما ألقي القبض عليه قال العمري «استسلمت بإرادتي الحرة، بعد أن وثقت بكلمات ولي العهد الأمير عبد الله». ودعا المشتبه بهم الآخرين إلى الاستسلام.
تزوج العمري مرتين ولديه خمسة أطفال، وقد شغل منصب رقيب في الجيش السعودي، حيث تقول أسرته إنه تعرض للشك عندما اختفى في ديسمبر 2002، وكانت هناك تكهنات صحفية بأنه قد سافر إلى العراق بعد الغزو الأمريكي.
نقل بريان ويتاكر وهو صحفي في صحيفة الجارديان مقابلة أجراها العمري للبث الوثائقي على التلفزيون السعودي يصف فيها سجن الحائر في ديسمبر 2004،  حيث قال عن مسؤولي السجن «أقسم بالله، إنهم أطيب من والدينا.»